# Glossanodon struhsakeri
Glossanodon struhsakeri is een straalvinnige vissensoort uit de familie van de zilversmelten (Argentinidae). De wetenschappelijke naam van de soort is voor het eerst geldig gepubliceerd in 1970 door Cohen.